# François Ranvoyzé
François Ranvoyzé est un orfèvre québécois né le 25 décembre 1739 et mort le 8 octobre 1819 à Québec.

## Biographie
Il travaille aussi comme horloger, serrurier, armurier. Actif comme orfèvre; probablement l'apprenti de Ignace-François Delezenne; Laurent Amiot a été son apprenti quelque temps. Il réalise plus d'une centaine de commandes pour le clergé au cours de ses cinquante années de pratique.

## Œuvres
- Église de Saint-Antoine-de-Tilly[4]
- Église de Saint-Joachim
- Église de Saint-Jean-Port-Joli
- Église de Saint-Pierre-du-Sud
- Église Saint-Charles-Borromée
- Musée national des beaux-arts du Québec[5]
- Musée de la civilisation[6]

## Hommages
- La rue Ranvoyzé a été nommée en son honneur, en 1958, dans l'ancienne ville de Sillery, maintenant présente dans la ville de Québec.
- Une plaque "Ici vécut" de la ville de Québec est présente au 1196 Rue Saint-Jean , en son honneur, pour indiquer son ancien lieu de résidence.